# 粘性解
数学中，粘性解是20世纪80年代早期由皮埃爾-路易·利翁和Michael G. Crandall作为对偏微分方程（PDE）经典解的扩展而引入的。粘性解在PDE的许多应用中作为解是非常自然的，例如优化控制中的一阶偏微分方程（哈密顿-雅可比-贝尔曼方程），微分对策中（Hamilton–Jacobi–Isaacs equation），前端演化问题（front evolution problem），还有二阶方程，例如在随机优化控制或随机微分博弈（stochastic differential game）中出现的。
经典的概念是在域{\displaystyle x\in \Omega }中PDE
{\displaystyle H(x,u,Du)=0}
有解，如果能找到在整个域上连续且可微的函数u(x)，使得x, u和Du（u的微分）在每个点都满足上面的等式。
在粘性解的意义下，u不需要在每个点都可微。可能在有些点上Du不存在，即u中存在扭结（kink）但u在适当意义下满足等式。虽然在某个点上Du可能不存在，但可以使用下面定义的上微分（superdifferential）{\displaystyle D^{+}u}和下微分（subdifferential）{\displaystyle D^{-}u}代替。
定义1. {\displaystyle D^{+}u(x_{0})=\left\{p:\limsup _{x_{1}\rightarrow x_{0}}{\frac {u(x_{1})-u(x_{0})-p(x_{1}-x_{0})}{|x_{1}-x_{0}|}}\leq 0\right\}}
定义2. {\displaystyle D^{-}u(x_{0})=\left\{p:\liminf _{x_{1}\rightarrow x_{0}}{\frac {u(x_{1})-u(x_{0})-p(x_{1}-x_{0})}{|x_{1}-x_{0}|}}\geq 0\right\}}
一般地，集合{\displaystyle \,D^{+}u\,}中的每个{\displaystyle \,p\,}是{\displaystyle \,u\,}在{\displaystyle \,x_{0}\,}"斜率"（slope）的一个上界，集合{\displaystyle \,D^{-}u\,}中每个{\displaystyle \,p\,}是{\displaystyle \,u\,}在{\displaystyle \,x_{0}\,}"斜率"（slope）的一个下界。
定义3.  连续函数u是上面PDE的一个粘性下解（viscosity subsolution），如果满足
{\displaystyle H(x,u(x),p)\leq 0,\forall x\in \Omega ,\forall p\in D^{+}u(x)}
定义4.  连续函数u是上面PDE的一个粘性上解（viscosity supersolution），如果满足
{\displaystyle H(x,u(x),p)\geq 0,\forall x\in \Omega ,\forall p\in D^{-}u(x)}。
定义5.连续函数u是PDE的一个粘性解如果它既是粘性上解又是粘性下解。
粘性解存在不需引入上（下）微分概念的等价定义，见Fleming与Soner书中的第II.4节。